# Gregorio Sciltian
Gregorio Sciltian (Rostov, 20 août 1900 — Rome, 1er avril 1985) est un peintre figuratif russe qui a fait la quasi-totalité de sa carrière en Italie. Il est surtout connu pour ses portraits et ses trompe-l'œil.

## Biographie
Enfant d'une riche famille arménienne, il étudia à l'Académie russe des beaux-arts à Saint-Petersbourg et fut influencé par Beardsley. Ses premiers travaux à Rostov, à seulement quinze ans, portent des traces de la nouvelle avant-garde cubofuturiste.
En 1919, à la suite de la Révolution d'Octobre, il quitta la Russie et s'installa à Constantinople. Mais avec les années il revint à la figuration classique, étudiant les œuvres de la Renaissance italienne à l'Académie et dans les musées de Vienne.
Il est à Berlin en 1922 ; l'année suivante, il épousa Elena Boberman et déménagea en Italie. Il ouvrit un atelier à Rome et participa à la deuxième Biennale de Rome en 1925. Le critique Roberto Longhi présenta ses œuvres à la maison des arts Bragaglia. Il mit en valeur la particularité d'une peinture qui reprend la tradition du Caravage et flamande avec un réalisme d'une impressionnante fidélité photographique : une perfection « lenticulaire » réalisée avec une matière picturale dense et une technique empruntée à la peinture antique.
Après avoir participé à la Biennale de Venise de 1926, Sciltian s'installa à Paris, où il exposa au Salon des indépendants. Lors d'une exposition personnelle à la Galerie de la Renaissance, une de ses œuvres fut achetée par le Musée du Luxembourg. En 1928, il participa à l'Exposition de l'Art russe au Palais des beaux-arts de Bruxelles. Une de ses œuvres entra au Musée royal de Belgique. Le thème constant de sa peinture à cette époque est la nature morte traitée en trompe-l'œil.
Rentré en Italie en 1934, il s'installa à Milan à la fin de 1941, travaillant aussi comme portraitiste. Il envoya des œuvres à des expositions à l'étranger (Liège, Berlin, Londres). Il eut une exposition personnelle à la Galerie Scopinich de Milan (commentée par Carlo Carrà dans le quotidien L'Ambrosiano (it)), une chez Van Leer à Paris en 1933, une au Club des correspondants de presse de Bologne en 1937, et de nouveau une à Milan en 1938. À la Biennale de Venise 1936, il a exposé dans le pavillon du Royaume-Uni le tableau Bacchus à l'auberge, acquis par la Galerie nationale d'art moderne de Rome. En 1940, il réalisa avec F. Clerici un trompe-l'œil pour la septième Triennale de Milan. En 1942, il exposa à la Galerie del Milione de Milan et encore à la Biennale de Venise.

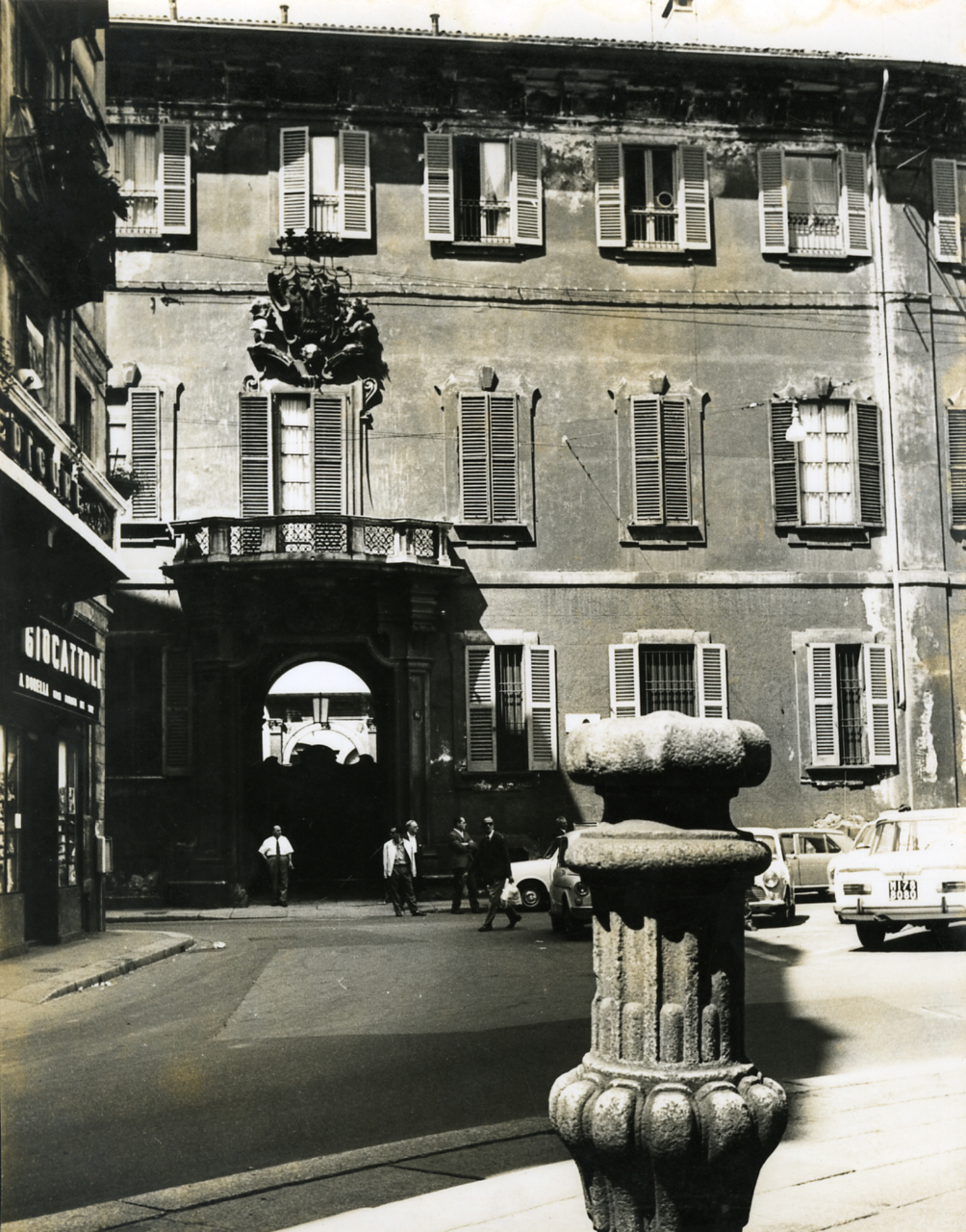
Façade du Palais Trivulzio en 1967 (photo de Paolo Monti).

Après la fin de la Seconde Guerre mondiale, il installa son atelier au palais Trivulzio (it) à Milan. En 1947, il participe à la Galerie dell'Illustrazione de Milan à l'exposition des « Peintures du groupe des peintres modernes de la réalité » avec les frères Bueno, Acci et Carlo Guarienti, et Serri et Pietro Annigoni. Il exposa encore avec eux à la Galerie La Margherita en 1948. L'été, il approfondit l'étude du maniérisme à Gardone Riviera, au bord du Lac de Garde, où il possède une maison (sa veuve a donné en 1988 16 toiles et d'autres peintures de sa collection privée au Vittoriale degli italiani, où elles sont toujours exposées à la Villa Mirabella). En 1949, il participe à l'exposition de portraits de la Galerie Cherubini de Florence.

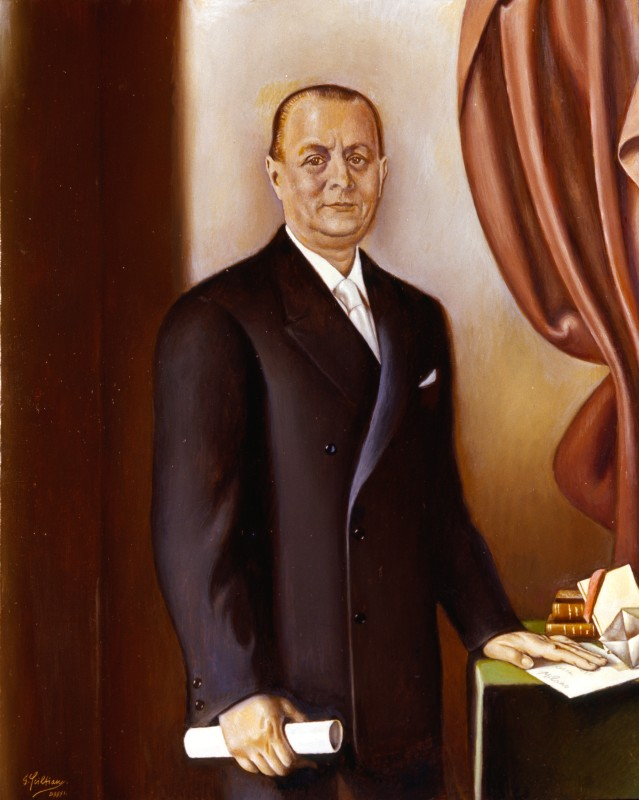
Ritratto del professor, 1981 (Fondation Cariplo).

En 1950, il expose plusieurs œuvres à la vingt-cinquième Biennale de Venise et participe à l'« Exposition Internationale des Peintres de la Réalité » à la Galerie Martoren à Paris. La même année sort à Milan le livre de Waldemar-George Sciltian: la magia della realtà. Il apparaît ensuite à Paris chez Drouet en 1958 et Bernheim Jeune en 1974. Une rétrospective lui est consacrée en 1970 au Palais de Venise à Rome.
Dans les années 1950, il avait réalisé des costumes pour le Maggio Musicale Fiorentino et pour La Scala ; dans les années 1960, il traita des sujets religieux ; il fit aussi des illustrations pour l'édition. Il a publié deux ouvrages autobiographiques, Mia avventura et La realtà di Sciltian.  Trattato sulla pittura. Il a bénéficié d'une deuxième rétrospective à Milan en 1980 (Catalogue d'I. Faldi, M. Fagiolo dell'Arco et F. Miele) et d'une troisième au Musée Pouchkine à Moscou en 1983.
Il est mort à Rome le 1er avril 1985.